# Gnamptogenys schubarti
Gnamptogenys schubarti é uma espécie de formiga do gênero Gnamptogenys.